# Anti Cimex
Anti Cimex fue una banda sueca de punk originaria de Gotemburgo formada a principios de los 80. Fueron una de las primeras bandas en definir el estilo D-beat escandinavo. Su segundo 7”, Raped Ass, es de hecho considerado como la primera grabación que definió dicho estilo.
El nombre de la banda procede de una compañía de control de plagas con ese mismo nombre, mientras, por su parte, el nombre de la compañía procede de la denominación en latín de un tipo particular de parásito, el Cimex lectularius.
A pesar de no haber realizado un gran número de grabaciones durante su carrera, es considerada una de las bandas más influyentes en el panorama punk underground. Su compromiso con la causa anarquista fue incuestionable durante toda su carrera, aunque no pocos les achacaban sus excesos alcohólicos, más evidentes conforme avanzaban sus grabaciones.

## Historia
Formados en 1981, la formación original contaba con los siguientes miembros: Jonsson - Bajo, Nillen - Voz, Charlie - Batería, Jocke – Guitarra. Tras varios ensayos, decidieron realizar su primer ep en 7”, titulado Anarkist Attack. En 1982 expulsaron del grupo a Nillen y Jonsson se encargó de la parte vocal, mientras Conrad hizo lo propio con el bajo. El siguiente ep en 7”, Raped Ass, fue realizado en 1983. En 1984 realizaron un nuevo ep en 7” bajo el título Victims of a Bomb Raid. En 1986 grabaron un mini-LP llamado Criminal Trap (incluido también posteriormente como bonus en su Cd Absolut Country of Sweden). En ese momento, Jocke se cansó de la banda y los miembros pidieron a Cliff que ocupara el lugar de Jocke, pero este respondió negativamente, lo cual terminó resultando en la disolución temporal del grupo.
En 1990 decidieron reunirse cuando Cliff estuvo de acuerdo en empezar de nuevo. El álbum de regreso se tituló Absolut Country of Sweden (1990). En 1993 grabaron un disco en directo llamado Made in Sweden y, más tarde, un nuevo 7” titulado Fucked in Finland y un nuevo álbum, Scandinavian Jawbreaker. Tras la realización de este álbum, la banda se disolvió definitivamente, y algunos de sus miembros empezaron su carrera en otros proyectos como Driller Killer (Cliff) o Wolfpack (Jonsson).
En 2005, Dead City Records produjo un recopilatorio tributo (A Tribute To Anti-Cimex LP) donde participaron numerosas bandas de D-beat y Crustcore de todo el mundo que recibieron la influencia de Anti-Cimex, como Disclose (Japón), Wolfbrigade (Suecia), Ratos de Porão (Brasil), Doom (Reino Unido), entre otras.

## Miembros
- Tomas Jonsson - voz (82-93)
- Cliff Lundberg - guitarra (90-93)
- Lefty - bajo (91-93) (R.I.P.)
- Charlie Claeson - batería, bajo
- Patrik Granath - batería (85)
- Bonni "Bonta" Pontén - guitarra y voz (81)
- Sixten Andersson - bajo (84-85)
- Jean-Louis Huhta - percusión (84-87)
- Joakim "Joker" Pettersson - guitarra (81-86)
- "Cutting" - bajo (82-83)(R.I.P.)
- Nils "Nillen" Andersson - voz (81-82)

## Discografía

### Álbumes
- 1990 - Absolut Country of Sweden
- 1993 - Scandinavian Jawbreaker

### EP
- 1982, grabado en diciembre de 1981 - Anarkist Attack
- 1983 - Raped Ass
- 1983 - Victims of a Bombraid
- 1986 - Criminal Trap
- 1993 - Fucked In Finland

### Recopilatorios y discos en directo
- 1993 - Directo Made In Sweden
- 1993 - Directo Fucked in Finland
- 2000 - Country of Sweden
- 2006 - Directo Fucked in Sweden

### Otros Recopilatorios
- REALLY FAST vol. 1 LP (Really Fast, 1983)
- VÄGRA FÖR HELVETE LP (Rosa Honung, 1983)
- BIRKAGARDEN LP (Rosa Honung, 1985)
- I THRASH THEREFORE I AM tape (BCT, 1985)
- AFFLICTED CRIES IN THE DARKNESS OF WAR LP (New Face, 1986)
- WHAT ARE YOU DOING ABOUT THAT HOLE IN YOUR HEAD LP (Rot, 1986)
- EAT MY BRAIN, GO INSANE LP (Revoltation, 1995)
- VARNING FÖR PUNK 3 CD (Distortion, 1997)